# Außenwerbung

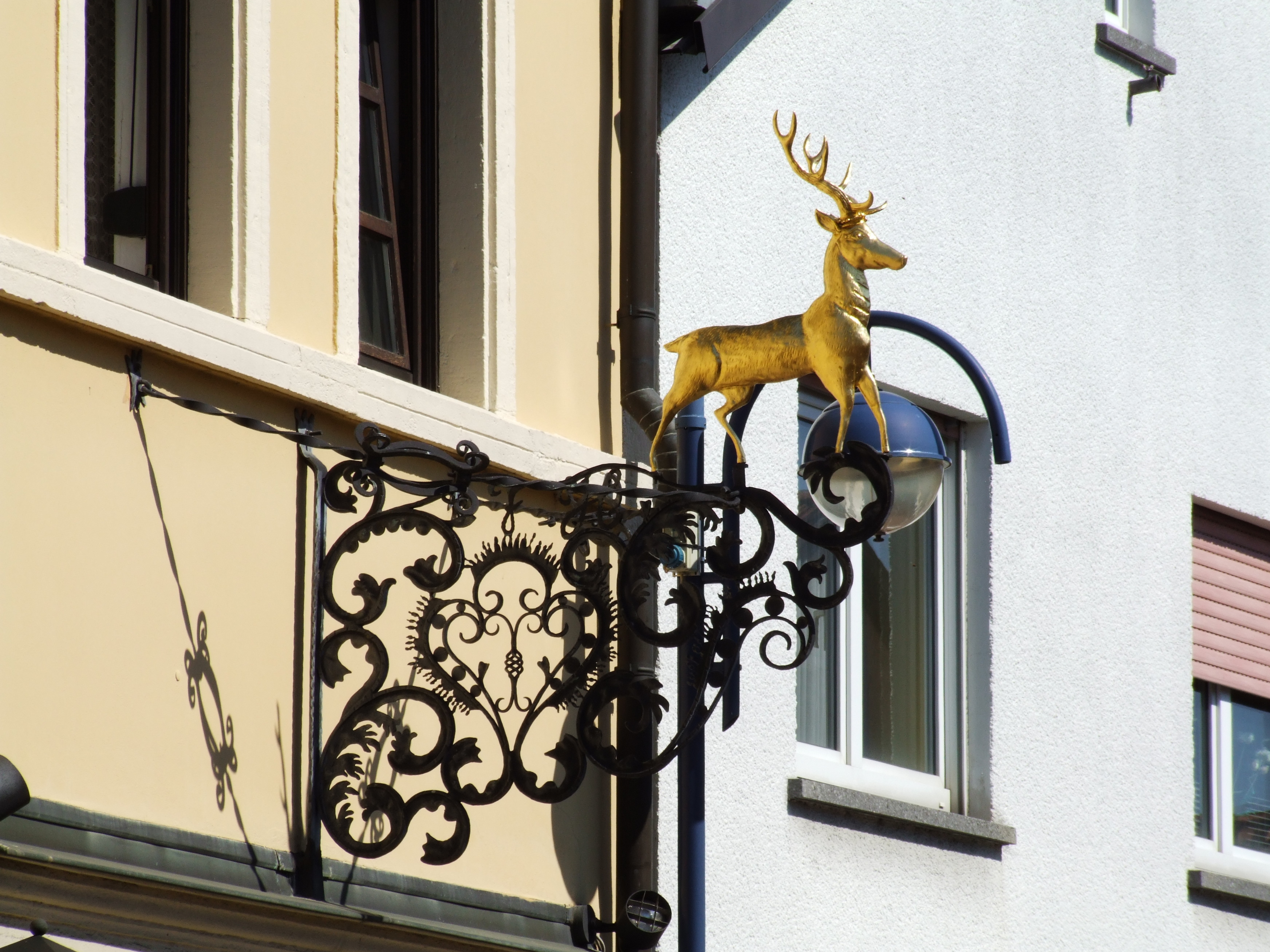
Nasenschild in traditioneller Form: Gasthaus „Zum Hirsch“, Mingolsheim

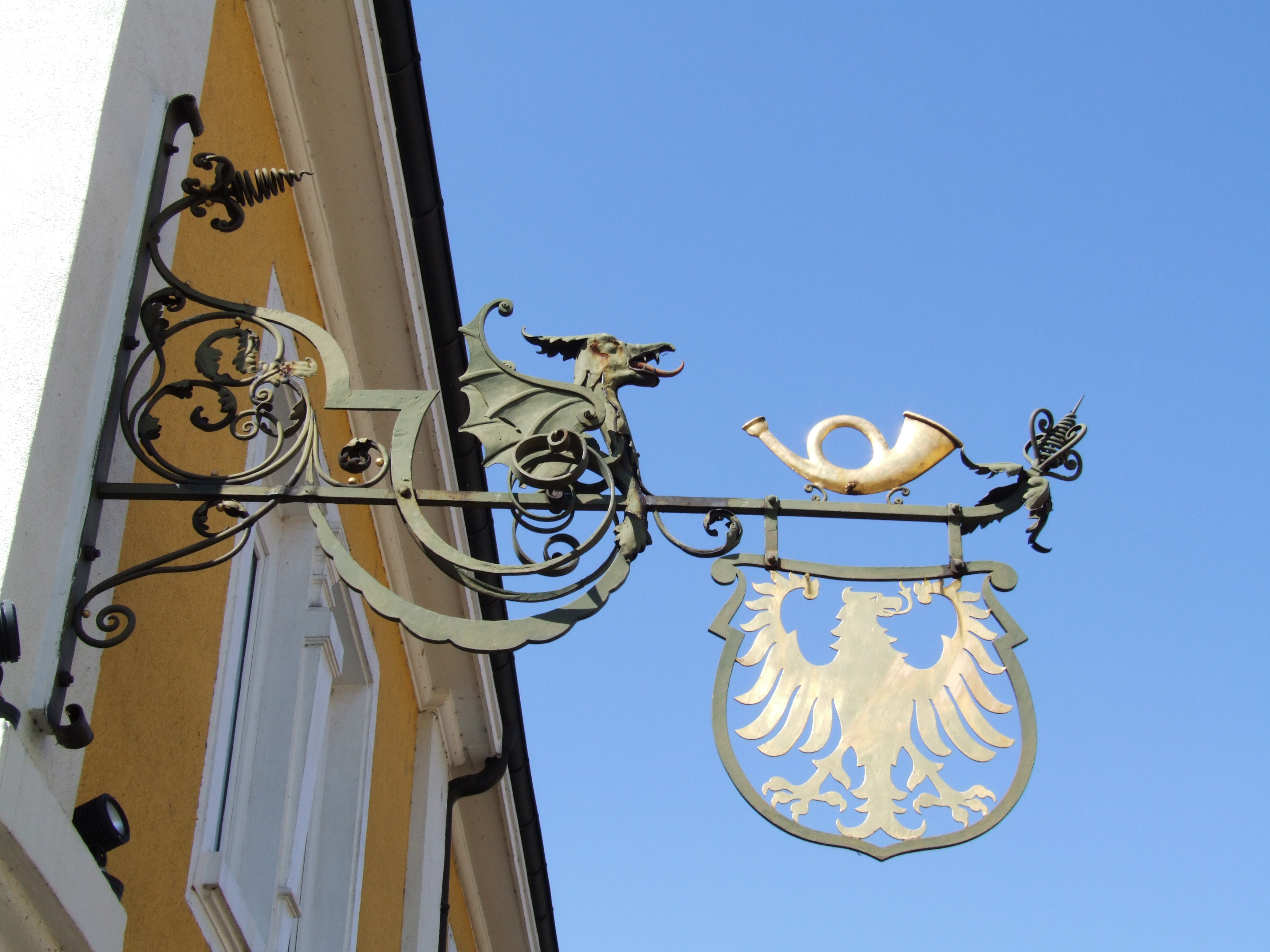
Nasenschild der früheren Poststation und des heutigen Hotels „Adler“, Schwetzingen

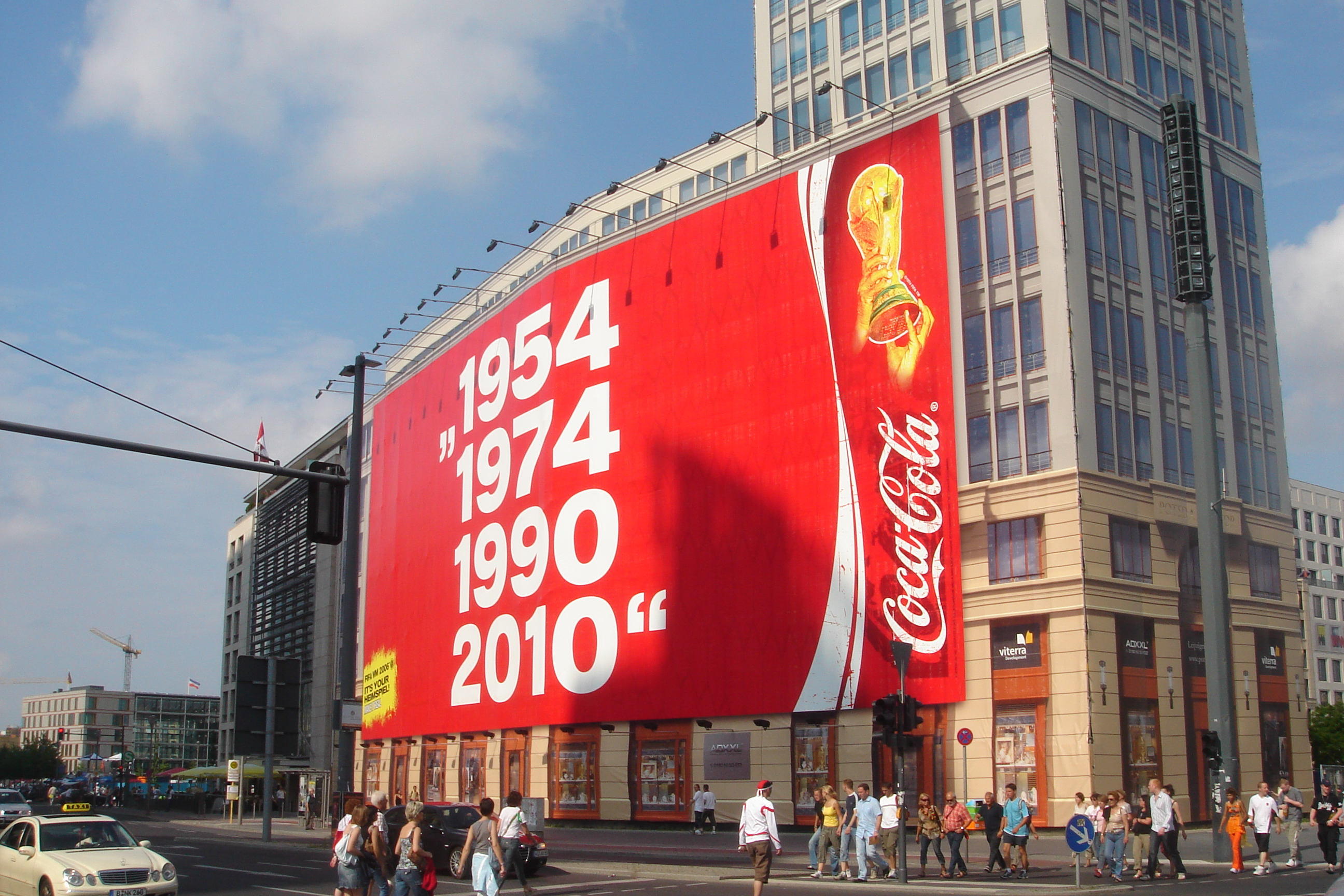
Riesenposter am Potsdamer Platz, Berlin

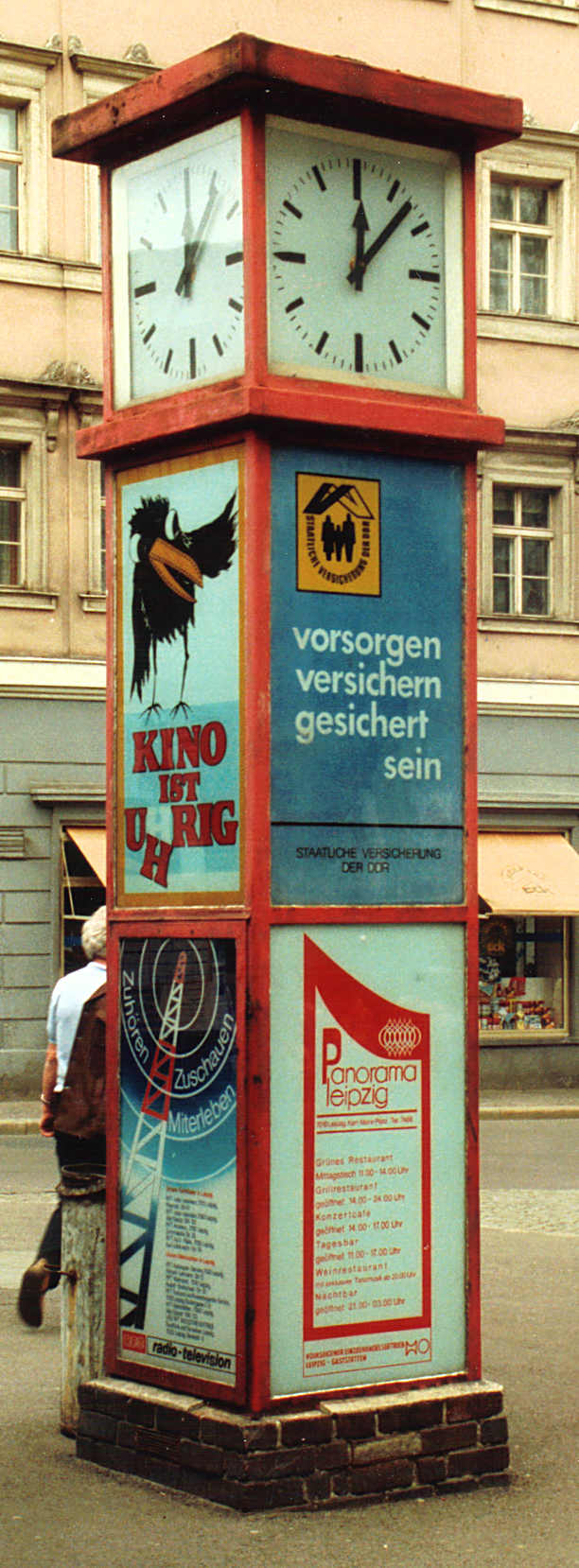
DDR, Leipzig

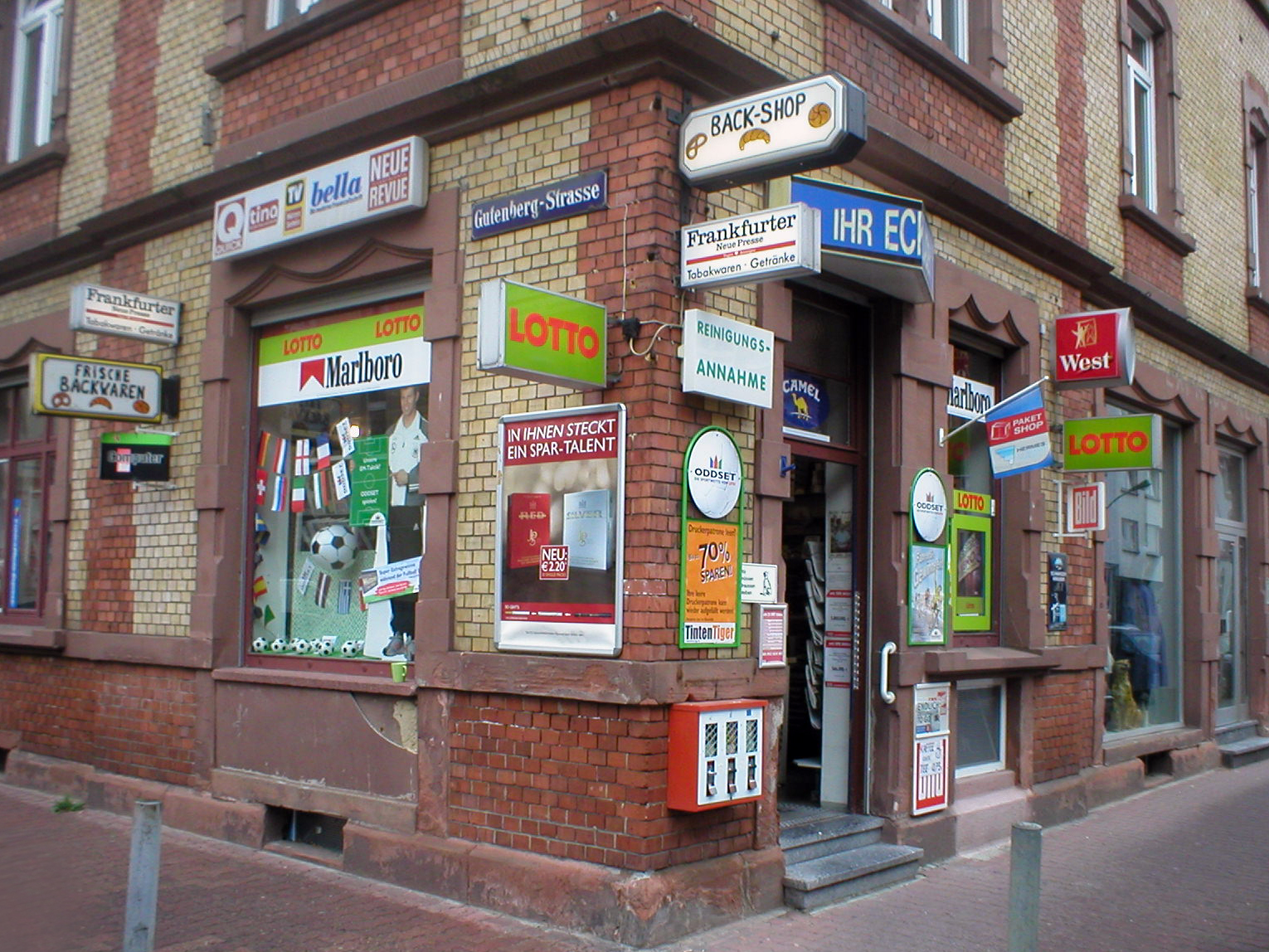
Werbetafeln an einem Kiosk in Frankfurt-Gallus

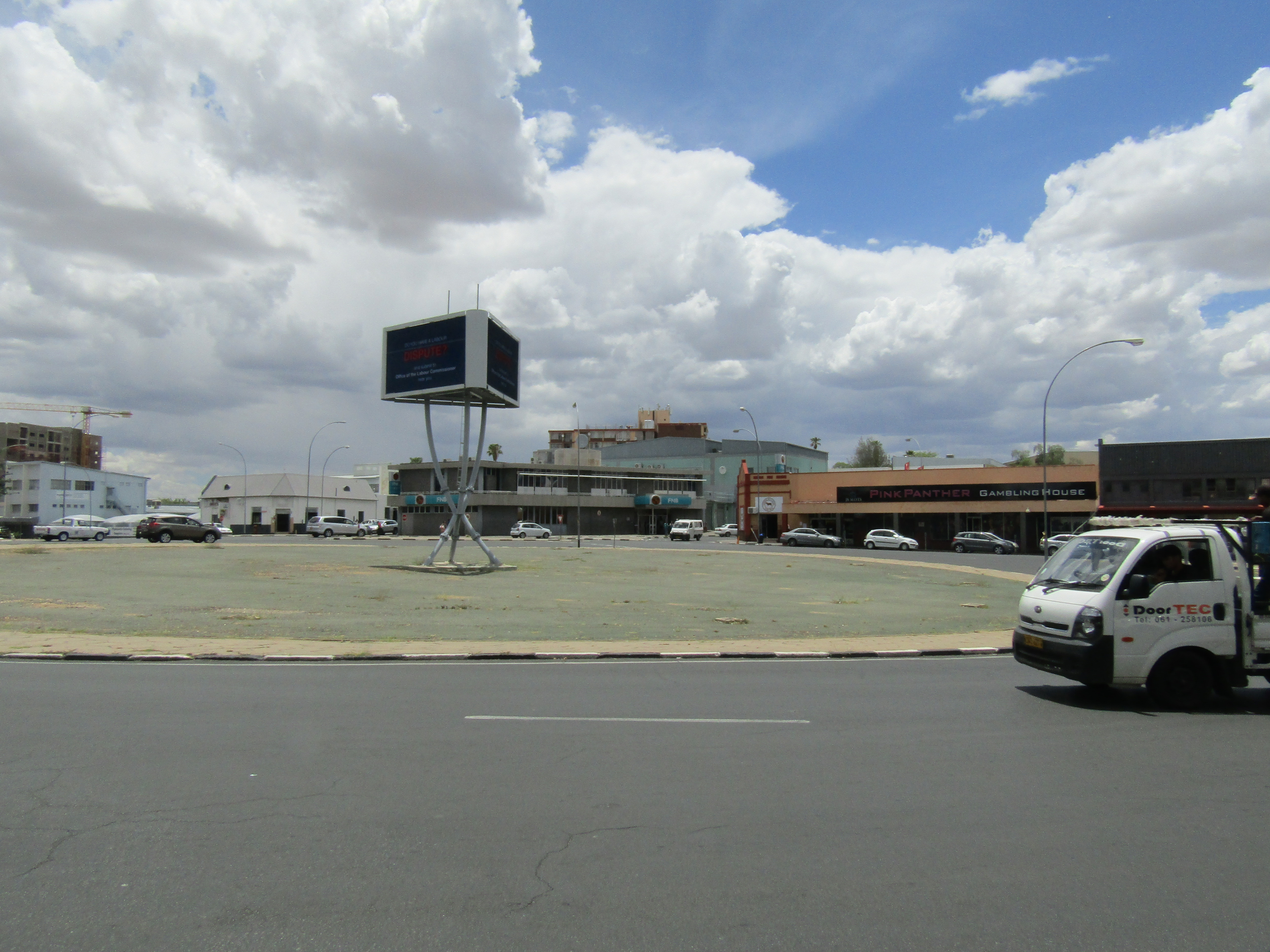
City-Light-Board am Dr. Antonio Agostinho Neto Square in Windhoek, Namibia

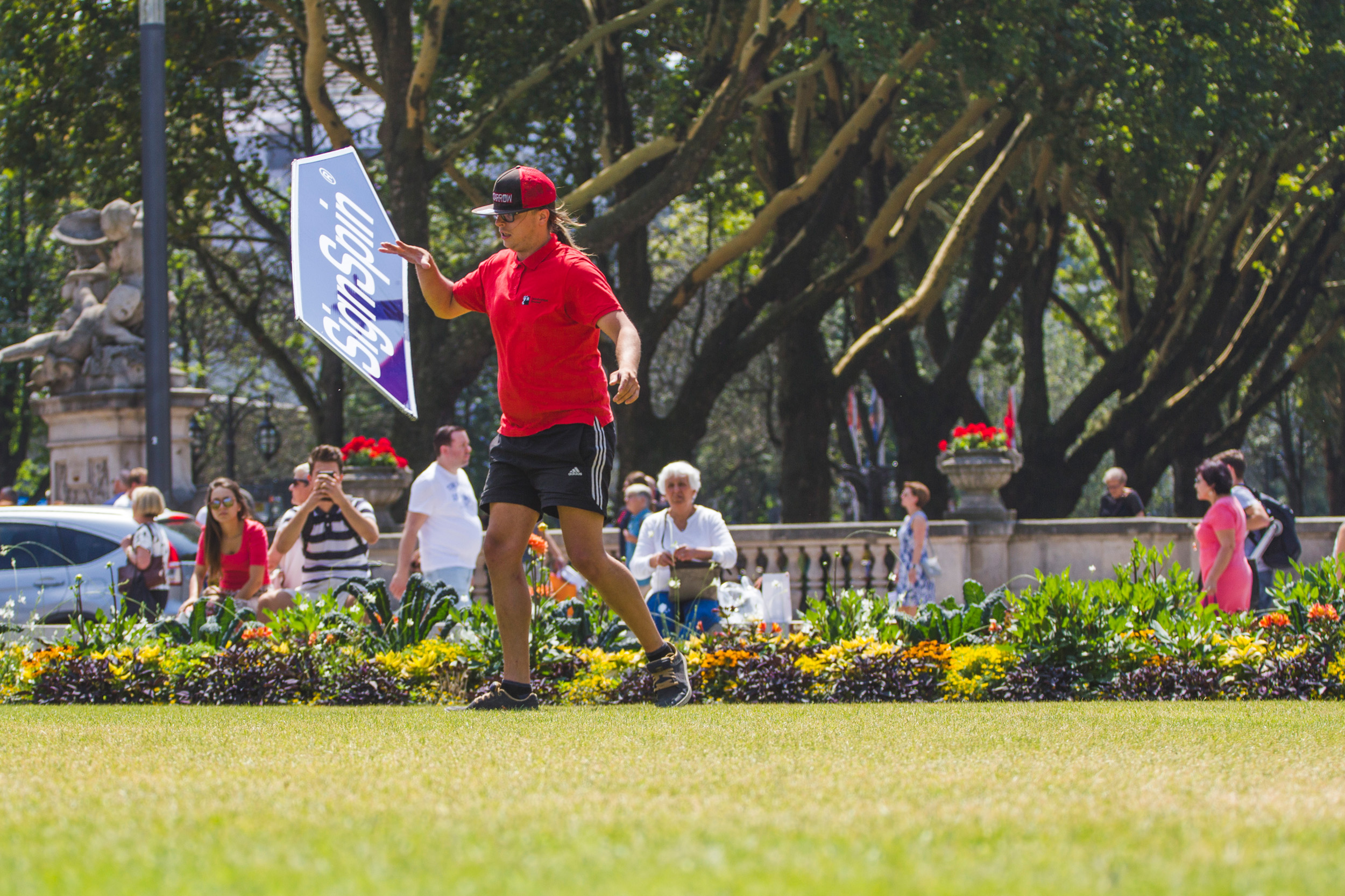
Ein Sign Spinner vollführt Tricks in der Königsallee, Düsseldorf

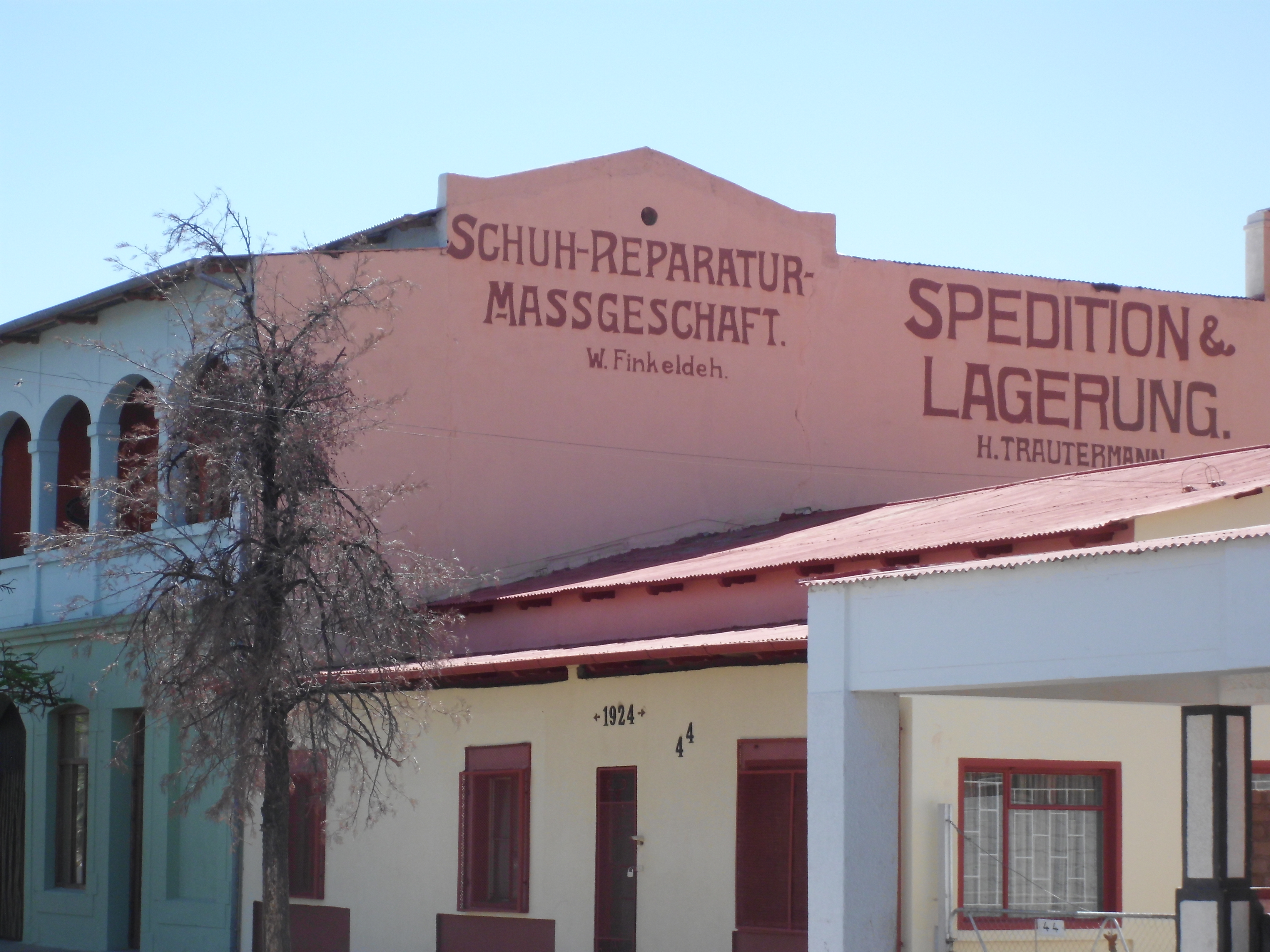
Deutschsprachige Brandmauerwerbung in Usakos, Namibia, 2016

Außenwerbung (Out-of-Home Media oder Outdoor Media) ist die Bezeichnung für die Werbung im öffentlichen Raum.
Unter Außenwerbung versteht man ganz allgemein die gesamte kommerzielle und nicht-kommerzielle Kommunikation bzw. Information auf Werbeträgern im öffentlichen Raum. Fachlich gesehen, handelt es sich um eine Gattung der so genannten klassischen Medien, zu denen auch Fernsehen, Radio, Zeitungen, Zeitschriften, Kinowerbung und in jüngerer Zeit auch Online-Werbung gezählt werden.
Standardmäßig vermarktete Außenwerbeträger gliedern sich in verschiedene Segmente. Man unterscheidet einerseits zwischen klassischen, analogen und den neueren digitalen Medien, andererseits zwischen stationären und mobilen Formaten. Ein weiteres übergeordnetes Kriterium ist das Umfeld, in dem die Außenwerbung anzutreffen ist. Neben dem öffentlichen Raum in Form von Straßen und Plätzen kennt man den halböffentlichen Raum, zu dem vor allem Bahnhöfe, Flughäfen und große Einkaufs-Malls gehören. Daneben spielen Point of Interest (POI) bzw. der Point of Sale (POS) eine Rolle – hierunter versteht man zum Beispiel Fitnessstudios, Sportstätten, Bars, Cafés und Restaurants, Handwerksgeschäfte und Filialen des Einzelhandels.

## Geschichte
Außenwerbung gab es schon vor über 5000 Jahren auf Obelisken: Hieroglyphen als Wegweiser für Reisende. Vor fast 2500 Jahren meisselten ägyptische Händler Verkaufsbotschaften in Stein und stellten sie an Straßen auf. Weitere historische Formen der Außenwerbung sind Nasenschilder und die Plakatwerbung (siehe auch: Holzlettern).
Den Grundstein der heutigen Außenwerbung legte Ernst Theodor Amandus Litfaß, einer der einflussreichsten Entrepreneurs Berlins Anfang des 19. Jahrhunderts. 1845 übernahm er den väterlichen Druckereibetrieb und begann, ihn als Reklameunternehmen auszubauen. Auf ausgedehnten Reisen durch ganz Europa entdeckte er die Vorläufer der später nach ihm benannten Litfaßsäule – in London gab es bereits seit 1824 achteckige, auf einem Wagen befestigte Säulen, in Paris kannte man um 1842 schon gemauerte Plakatsäulen. Diese Eindrücke verbanden sich bei Litfaß mit den immer lauter werdenden Beschwerden in seiner Heimatstadt über die wahllose „Verkleisterung“ öffentlicher Gebäude und Einrichtungen, von Bäumen, Mauern und Zäunen mit Anschlagzetteln aller Art. Daraus entstand Litfaß‘ Idee, Bekanntmachungen aller Art durch das Aufstellen so genannter Annonciersäulen in geordnete Bahnen zu lenken. Gefördert vom Berliner Polizeipräsidenten Karl Ludwig von Hinckeldey, erhielt Litfaß 1854 die Konzession zur „Errichtung einer Anzahl von Anschlagsäulen auf fiskalischem Straßenterrain zwecks unentgeltlicher Aufnahme der Plakate öffentlicher Behörden und gewerbsmäßiger Veröffentlichungen von Privatanzeigen“, wie es offiziell hieß. Am 1. Juli 1855, einem Sonntag, wurde die erste Säule eingeweiht. Innerhalb kurzer Zeit lernte die Bevölkerung, dass sie hier, an zentralen Standorten in der Stadt, schnell und zuverlässig Informationen fand. Die Säulen wurden zu festen Anlaufstellen, die Mischung von öffentlichen Informationen mit Werbung sicherte die Finanzierung – ein Konzept, das bis heute das Mediengeschäft prägt.
Fritz Stahl beklagt in seinem Artikel „Deutsche Plakate“ von 1898: „In allen Ländern außer in Deutschland stehen riesige Flächen zur Verfügung, und man kann schon durch die kolossale Größe des Plakats wirken. […] Die Litfaßsäulen haben einen beschränkten Raum, und die Rundung erschwert die Wirkung überdies.“
Nach zwei Weltkriegen fasste die werbliche Kommunikation in den 1950er-Jahren in Deutschland wieder Fuß. Die Großflächen, wegen der 18fachen Größe des DIN-Formats A1 auch 18/1 genannt, bediente mit ihren Maßen von 2,52 Metern Höhe und 3,52 Metern Breite den Wunsch der Werbung treibenden Unternehmen nach Wirkungsstärke durch schiere Größe. Wie bei der Litfaßsäule wurden die Plakate (in mehreren Teilen) mit Kleister auf die Fläche geklebt. Oftmals waren die 18/1-Plakate für das Plakatieren auf die in der Nachkriegszeit omnipräsenten Bauzäune abgestimmt, aber schlussendlich entwickelte sich daraus mit der 9-m²-Fläche ein selbstständiges Format.
In den 1960er-Jahren wurden bekannte Außenwerbefirmen wie Ströer und JCDecaux gegründet. In den 1980er-Jahren revolutionierte das City-Light-Poster den Plakataushangs. Plakate mit einer Fläche von ca. 2 m² wurden in eine beleuchtete Vitrine eingehängt und verliehen der Außenwerbung erstmals den Charakter von Schaufensterwerbung, zudem bot die Vitrine einen Wind- und Wetterschutz für eine längere Haltbarkeit der Plakate. Die Vitrine erlaubte zudem die Nutzung von Vorder- und Rückseite als Werbeflächen, durch Wechsler-Mechanismen konnten mehrere Plakate pro Seite im Rahmen eines Buchungsintervalls gezeigt werden.
Dieses Prinzip übertrugen die Anbieter etwa 20 Jahre später auf das Format der Großfläche – so genannte City-Light-Boards oder Mega-Lights präsentierten die großformatigen Plakate ebenfalls in einer beleuchteten Vitrine, die durch einen Standfuß rund 2,5 Meter über den Straßenniveau zu sehen war. Zuletzt erfuhr auch die klassische Litfaßsäule eine entsprechende Aufwertung in Form der City-Light-Säule. Glas und Aluminium ersetzen hier den klassischen Betonkörper. Die in die Konstruktion eingehängten Plakate werden hinterleuchtet, Drehmechanismen sorgen für zusätzliche Aufmerksamkeitseffekte.
Anfang der 1990er-Jahre kam mit dem Riesenposter ein Außenwerbungsmedium auf den Markt, das neue Möglichkeiten für die Außenwerbung erschloss. Durch die Nutzung von Baugerüsten oder Giebelwänden konnten Werbeflächen von mehreren 100 Quadratmetern angeboten wurden.
Ebenfalls in den 1990er-Jahren hielt die Digitalisierung Einzug in die Außenwerbung. Erste digitale Werbeträger waren in den U-Bahnstationen von Nürnberg und München zu sehen. Werbemotive wurden hier über einen Beamer auf entsprechende Flächen projiziert. Mit dieser neuartigen Form der Präsentation von Werbung im öffentlichen Raum begann der Aufbau der Gattung Digital Out of Home (DOOH).

### Standorte von Außenwerbung / Out of Home-Medien und vertragliche Rahmenbedingungen
Außenwerbung ist überall dort zu finden, wo sich Menschen außerhalb ihrer heimischen Wohnung (out of home) im öffentlichen oder halb-öffentlichen Raum bewegen. Die Standorte können daher ebenso indoor sein – zum Beispiel in Geschäften, Einkaufszentrum, Arztpraxen und Apotheken, Bürogebäuden, Bahnhöfen und Flughäfen – wie outdoor an Straßen, in Fußgängerzonen und auf öffentlichen Plätzen.
Dem Aufbau bzw. der Installation einer Out of Home-Werbeanlage geht grundsätzlich eine vertragliche Vereinbarung des Außenwerbeunternehmens mit dem Eigentümer des jeweiligen Grund und Bodens voraus, auf dem sie errichtet werden soll. In einem solchen Vertrag ist präzise geregelt, um welche Art von OOH-Anlage es sich handelt, wo genau sie aufgebaut werden darf und welche Leistung der Eigentümer des Grund und Bodens für die Gestattung des Aufbaus vom Außenwerbeunternehmen für die Dauer des Vertrags erhält.
Vertragspartner für den Aufbau von Anlagen auf privatem Grund können beispielsweise Haus- und Grundstückseigentümer, Betreiber von Shopping Malls und Flughäfen oder Filialen des Einzelhandels sein. Hier besteht die Leistung meist in der Zahlung einer (jährlichen) Pacht und/oder einer prozentualen Beteiligung an den durch die Anlage erwirtschafteten Umsätzen des Außenwerbeunternehmens. Längerfristige Pachtverträge sind entscheidend, um die konstante Bespielung eines Ortes und den wirtschaftlichen Erfolg eines Außenwerbeunternehmens zu gewährleisten.
Öffentlicher Grund und Boden liegt in der Hand von Städten und Kommunen wie auch von Unternehmen des Öffentlichen Personennahverkehrs (ÖPNV). Auch die Deutsche Bahn als Eigentümerin der Bahnhöfe in Deutschland zählt zu den öffentlichen Unternehmen, da sie sich zu 100 Prozent im Besitz des Bundes befindet.
Sogenannte „Gestattungsverträge“ zwischen Unternehmen der Außenwerbung und öffentlichen Institutionen und Unternehmen umfassen häufig wesentlich differenzierte und umfangreiche Leistungen, als dies bei Verträgen mit privaten Immobilienbesitzern der Fall ist. Zu diesen Leistungen können gehören:
- eine Einmalzahlung bei Vertragsabschluss
- jährliche Pacht- bzw. prozentuale Beteiligung an den über die OOH-Flächen erwirtschafteten Umsätzen
- Sachleistungen zum Nutzen der Bevölkerung, wie z. B. Installation, Pflege und Betrieb von öffentlichen Toiletten oder Fahrgastunterständen im ÖPNV, die Aufstellung von Papierkörben, Fahrradständern u. ä.
- die kostenfreie Nutzung der OOH-Werbeanlagen für Werbung und Information von zum Bsp. der Stadt/der Kommune

Im Gegensatz zu Verträgen mit privaten Eigentümern unterliegen Gestattungsverträge mit Institutionen und Unternehmen der öffentlichen Hand den Regeln für die Vergabe öffentlicher Aufträge in der EU. Sie müssen daher in regelmäßigen Abständen ausgeschrieben werden.
In Deutschland werden die unterschiedlichen Werbeträger von Nielsen Germany über folgende Systematik abgebildet: Plakat, Transport Media, At Retail Media und Ambient Media. Nielsen Germany erfasst die Bruttowerbeausgaben für Außenwerbung in Deutschland, die demnach im Jahr 2024 bei etwa 3,27 Milliarden Euro lagen. Das entspricht einem Marktanteil von 9,2 % am Gesamtmarkt der Werbeausgaben in Deutschland.
Mitte der 2000er-Jahre konnte von einer Inflation der Großflächenwerbung gesprochen werden, was eine Minderung des Effekts und damit des Verkaufspreises (pro m²) eines einzelnen Werbeträgers zur Folge hatte. Eine Kausalumkehr fand statt. Baugerüste und Strohtristen wurden aufgestellt, weil darauf Werbung gemacht werden sollte und nicht umgekehrt. Weiter verlor das Medium durch Wildwuchs und Penetranz an Akzeptanz. Bevölkerungsteile sprachen von einer Zerstörung der optischen Umwelt. Die Politik versuchte darauf zu reagieren und entwarf gesetzliche Einschränkungen.

### Kontroverse um Werbeverbote
In vielen Ländern und Städten ist Plakatwerbung umstritten. Grundlage für die Kritik, die auch von Werbefachleuten wie David Ogilvy und Howard Luck Gossage geäußert wurde, ist der Vorwurf, dass sich Außenwerbung nicht in den öffentlichen Raum integriert, sondern die freie Sicht auf diesen versperrt. Als Mitglied einer Gesellschaft bestehe ein Zwang zum Konsum von Außenwerbung, da diese im öffentlichen Raum nicht umgangen werden kann. Dies steht im Gegensatz zu allen anderen Werbeformen, die zunehmend über so genannten Opt-in- und Opt-out-Verfahren geregelt werden. Gossage spricht davon, dass Außenwerbung etwas für sich in Anspruch nimmt, was ihr nicht gehört: das Blickfeld des Betrachters.
Verschiedene Städte und Staaten haben sich ausdrücklich gegen Außenwerbung ausgesprochen oder diese verboten. Dazu gehören beispielsweise Bergen, die kanadische Provinz Prince Edward Island und die US-Staaten Vermont, Maine, Alaska und Hawaii. Viele US-Staaten haben außerdem ein Verbot von Außenwerbung entlang von Autobahnen. In den USA haben nach Schätzungen von Scenic America rund 1500 Gemeinden und Städte ein Verbot von Außenwerbung eingeführt. Das in diesem Zusammenhang oft zitierte São Paulo ist nach der fünfjährigen Abschaffung im Rahmen der Initiative „Cidade Limpa“ (Saubere Stadt) im Jahr 2012 wieder zur Außenwerbung zurückgekehrt. In Zürich wurde von 567 Bürgern eine Petition zur Halbierung der Zahl der Außenwerbestellen lanciert, vom Stadtrat aber unter Hinweis auf übergeordnete öffentliche Interessen zurückgewiesen.
In seinem Buch „Noch mehr Außenreklame? Heimatpflege oder Verkrämerung des öffentlichen Raumes“ (Hilchenbach, 1. Auflage 1951, 3. Auflage 1952) wandte sich Wilhelm Münker energisch und detailliert gegen die zunehmende Werbung auf Plakatwänden, auf Litfaßsäulen, an Mauern, an Autobahnen, in Kinos und gegen das wilde Plakatieren. Er leitete die Arbeitsgemeinschaft gegen die Auswüchse der Außenreklame.
Eine repräsentative Umfrage in Deutschland durchgeführt durch Kantar im Auftrag von foodwatch ergab 2023, „dass zwei Drittel der Deutschen dafür sind, die Werbung für Lebensmittel mit hohem Zucker-, Fett- oder Salzgehalt rund um Schulen und Kindergärten sowie im Fernsehen und Internet weitgehend einzuschränken“.

### Rechtsgrundlagen beim Plakatieren
Für das Anbringen von Plakaten und Aufklebern im öffentlichen Raum in Deutschland ist eine Sondernutzungserlaubnis erforderlich (auch für Wahlplakate), ansonsten ist es eine Ordnungswidrigkeit. Selbst auf privatem Grund muss ab einer regional unterschiedlich festgelegten Größe eine behördliche Genehmigung vorliegen.

## Medien der Außenwerbung

### Großfläche und Videowände
Werbeträger für die Großfläche werden in unterschiedlichen Bauformen angeboten. Neben freistehenden und Wandtafeln aus Holz, Aluminium oder Kunststoff finden in immer stärkerem Maße beleuchtete Flächen und Vitrinen (Mega-Lights, City-Light-Boards) Verwendung. Neuere Plakatflächen, wie die Kombination zweier 18/1-Standorte zu einer großen, beleuchteten 36/1-Fläche, werden in Deutschland in den Markt eingeführt.
Die Aufmerksamkeit der Betrachter soll auch auf andere Arten erreicht werden. Durch Bewegung und/oder Subjektwechsel, etwa mittels Prismenanlagen oder Rollenwechselsysteme. Ganze „Bildschirme“ (Videowände und dergleichen) finden sich meist nur an hochfrequentierten Stellen, da die hohen Investitions- und Betriebskosten nur dann gerechtfertigt sind. Projektionen an Häusermauern wirken naturgemäß nur während der Nachtstunden beziehungsweise in (halb-)öffentlichen Innenräumen wie U-Bahn-Stationen oder anderen Wartehallensituationen (Bahnhöfe, Flughäfen etc.). Kleinere Bildschirme werden in öffentlichen Verkehrsmitteln oder Taxis angebracht.

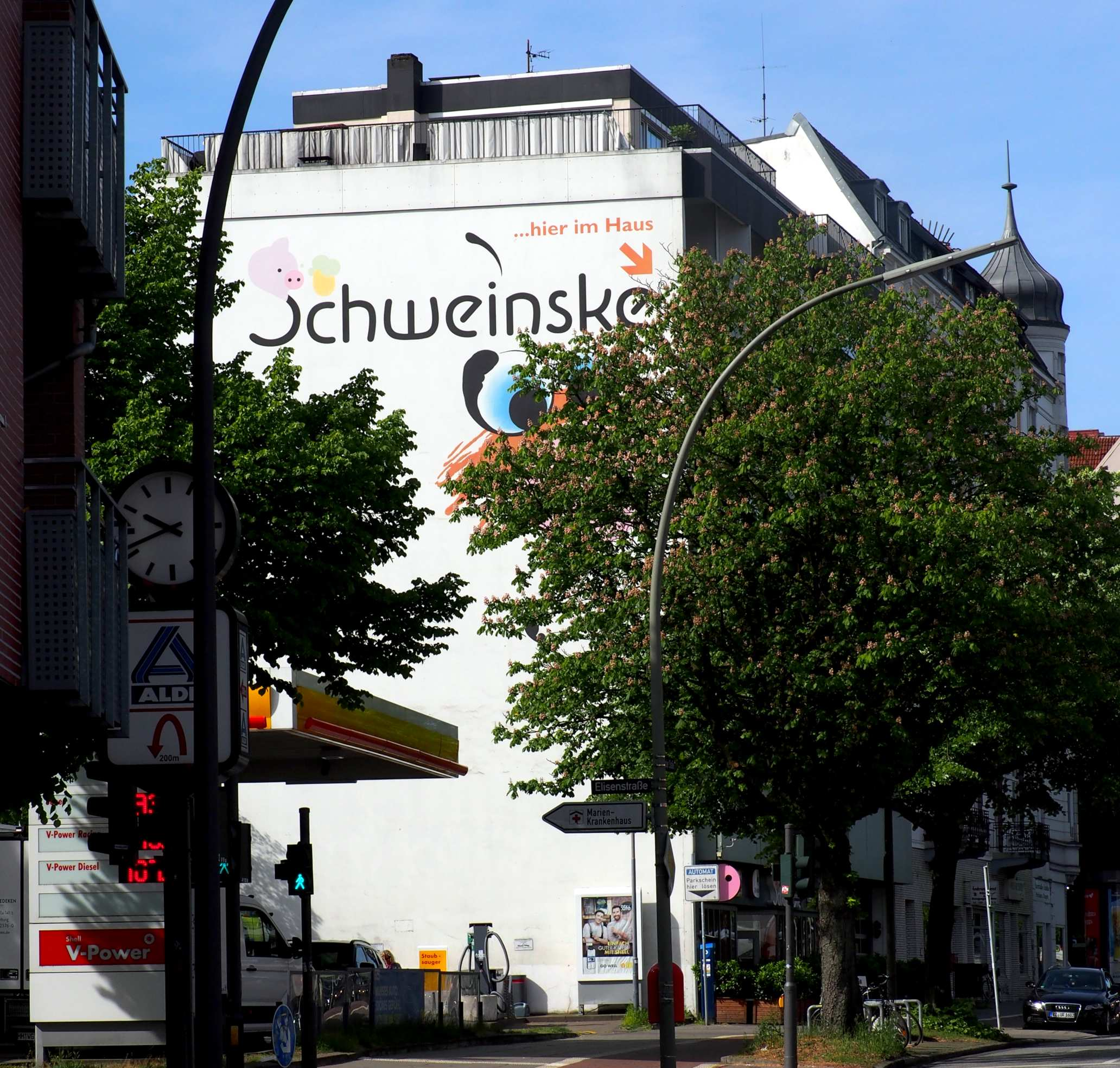
Diese Mauer-Werbung gibt extra an, dass sich das beworbene Geschäft im Haus befindet.

Riesenposter mit 2D-Aufbau am Ernst-Reuter-Platz, Berlin

### Schaufensterwerbung
Durch die Schaufensterwerbung präsentieren sich Ladenlokale des stationären Einzelhandels nach außen. Für die Schaufenstergestaltung steht eine Fülle von Konzepten zur Verfügung, u. a. Stapelfenster, bedarfs- und anlassorientierte Fenster, Phantasiefenster, Bühnenfenster, sogenannte Durchblickfenster (den Durchblick in das Ladenlokal gestattende Fenster), „blinde“ Schaufenster, Air Touch Window usw. Vor allem für den Facheinzelhandel und für Warenhäuser spielt sowohl eine ansprechende Darbietung der Produkte in der Auslage als auch eine werbewirksame Gestaltung der Fensterflächen eine Rolle. Diese werden in der Regel mit Firmenlogos, Werbeslogan und weiteren Gestaltungselementen beschriftet. In seltenen Fällen ist ein Schaufenster insbesondere durch seine Lage an hochfrequenten Stellen so wertvoll, dass es für Werbezwecke an Dritte über Außenwerbeagenturen vermietet wird. Auf aufgeklebten Fensterlochfolien ist von außen das Werbesubjekt zu sehen (nachts muss es beleuchtet sein!). Von innen ist lediglich die perforierte Folie zu sehen und bietet einen 55%igen Durchblick, was in der Praxis bei Tag kaum wahrnehmbar ist. Schaufensterwerbung zählt jedoch nicht zur klassischen Außenwerbung.

### Fahrzeugwerbung, Transportmedien oder Verkehrsmittelwerbung

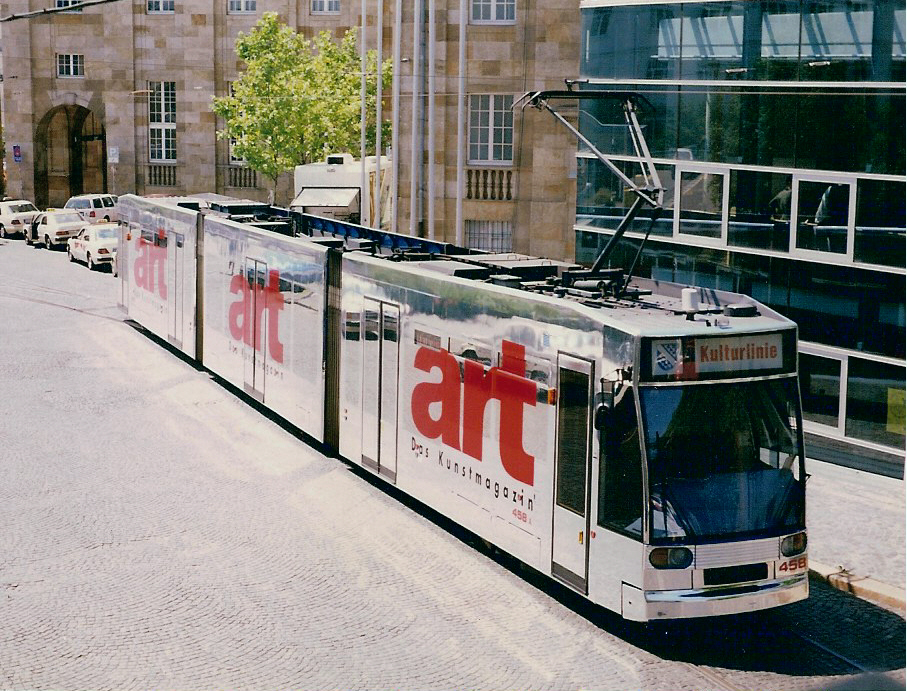
Straßenbahnwagen mit Ganzreklame

Unter dem Überbegriff Transportmedien werden sowohl Verkehrsmittelwerbung als auch Verkehrsstättenwerbung zusammengefasst. Verkehrsmittelwerbung bezeichnet Werbung im Inneren oder auf den Außenflächen von Bussen, Taxis, Zügen oder LKW geworben. Verkehrsstättenwerbung bezeichnet hingegen Werbung in Bahnhöfen, Flughäfen oder Busbahnhöfen.
Die Werbung auf den Außenflächen von Transportmitteln kann in Größe und Form unterschiedlich sein. Teilgestaltungen sind z. B. nur unter einem Fenster angebracht (Rumpfflächenwerbung), als Heckwerbung platziert oder plakatähnlich in Standardgrößen angebracht (z. B. „2 m² TB“, ehemals 4/1 Traffic Board, oder „9 m² TB“, ehemals 18/1 Traffic Board). Bei Ganzgestaltungen wird die gesamte Fläche des Fahrzeugs einbezogen – oftmals auch die Fenster. Diese werden mit Lochrasterfolien (Window Graphics) beklebt, die für die Fahrgäste dennoch eine eingeschränkte Sicht nach außen ermöglichen.

### Mobile Außenwerbung

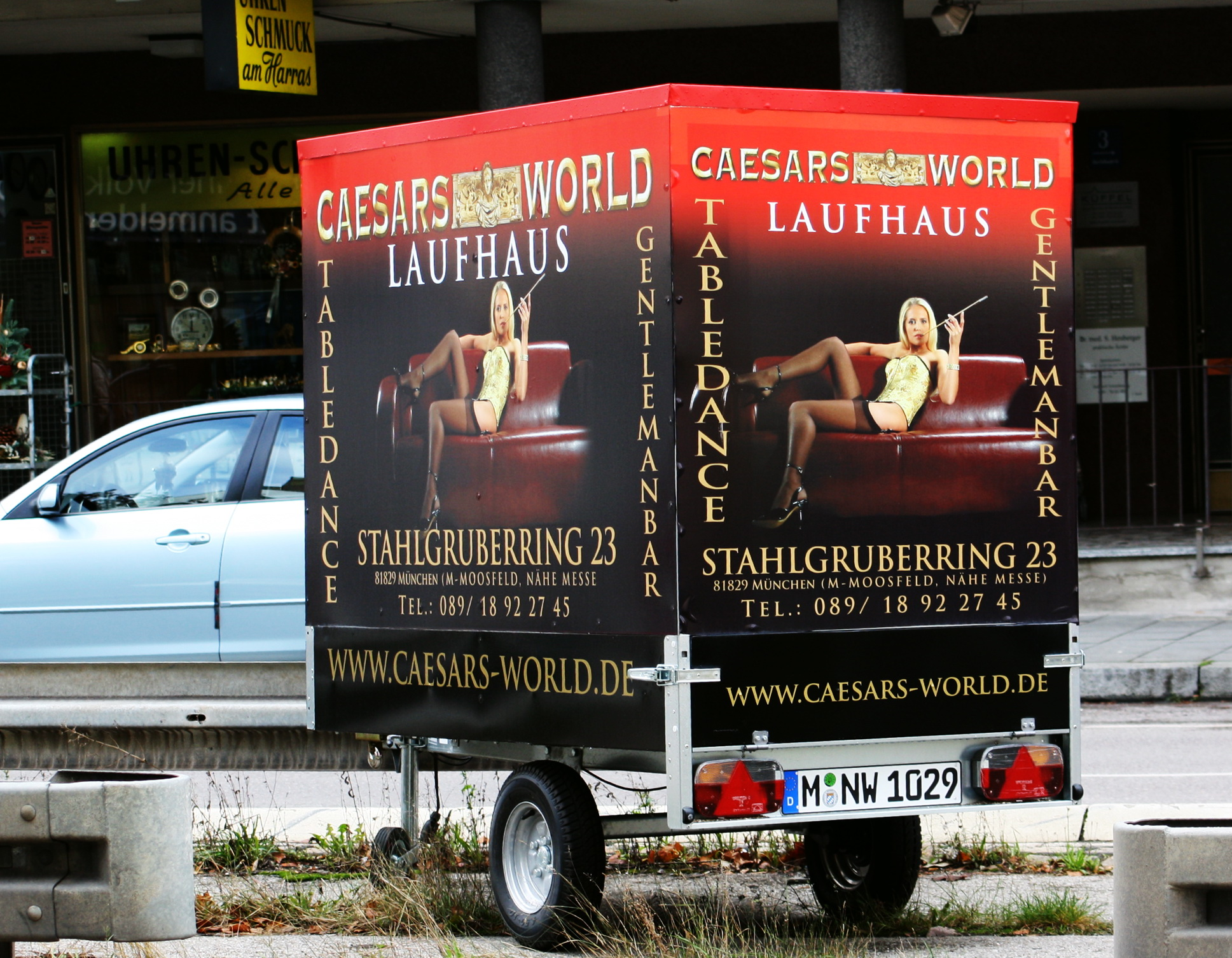
Bordell-Werbung auf einem Fahrzeuganhänger

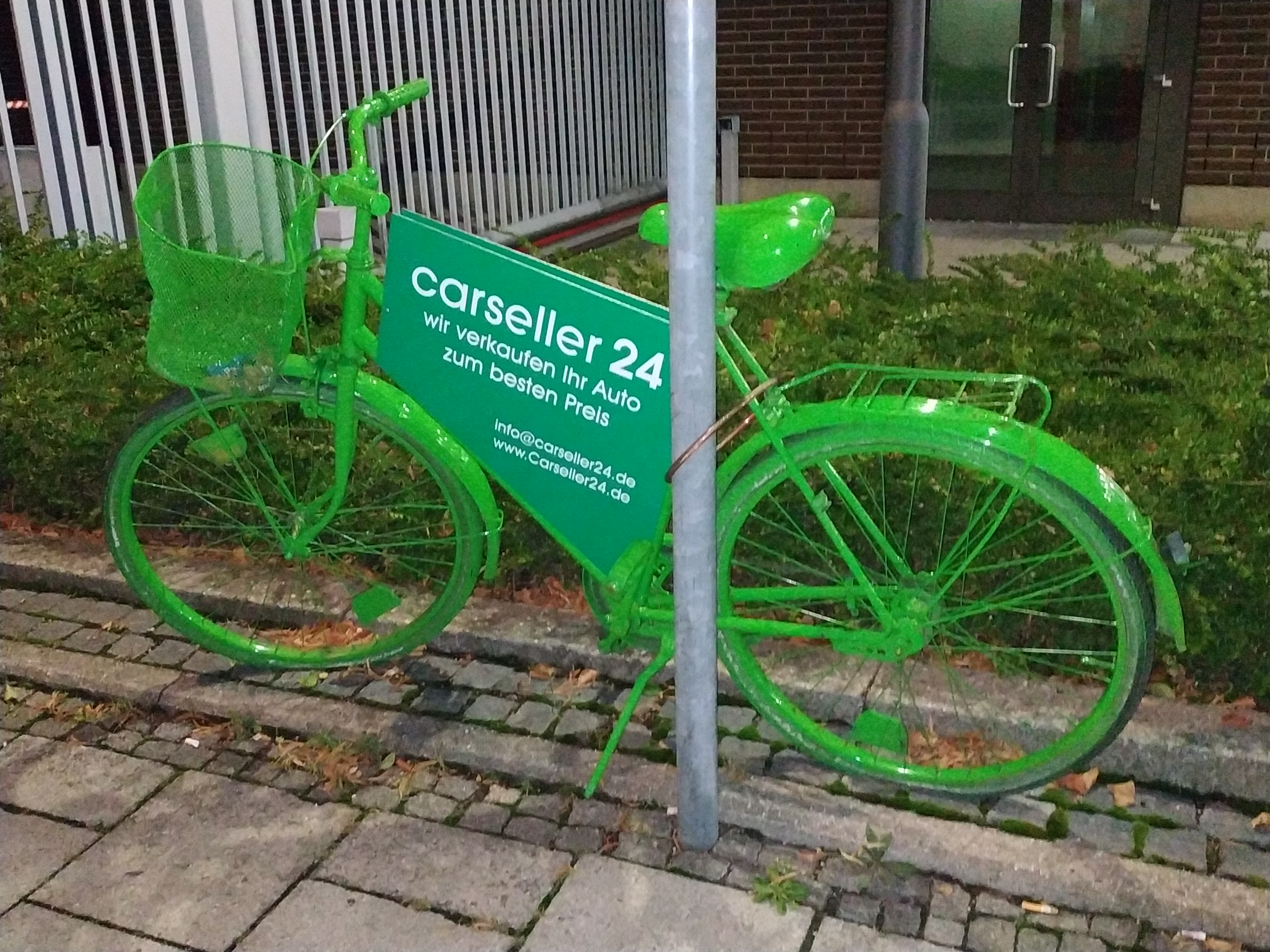
Werbung auf dem Fahrrad

Die mobile Außenwerbung nutzt zumeist Fahrzeuge oder Fahrzeuganhänger, die speziell zu Werbezwecken gebaut, umgebaut oder dekoriert werden.
Mobile Werbeträger werden häufig an frequenzstarken Standorten temporär aufgestellt oder nehmen aktiv am öffentlichen Straßenverkehr teil und fahren zuvor festgelegte Routen oder Stadtgebiete ab. Weitere Einsatzgebiete sind Messen, Markteinführungen und Veranstaltungen.
Beispiele für mobile Werbeträger sind: Kleinlaster mit Plakatflächen oder Rollenwechselsystemen, Fahrzeuganhänger mit Plakattafeln, LKW-Sattelauflieger, auf denen sich automatisch Aushangflächen für Riesenposter aufbauen (Skyboard), Mietfahrräder sowie Promotionfahrzeuge wie Showtrucks und Infomobile. Inzwischen werden Mofas eingesetzt, um kurzfristig bestimmte Zielgruppen out-of-home zu adressieren (zum Beispiel Theatergäste beim Verlassen des Aufführungsgebäudes).
Mit Urteil vom 11. Mai 2006 entschied der deutsche Bundesgerichtshof, dass Autoanhänger mit Werbeschildern an öffentlichen Straßen ohne Sondergenehmigung abgestellt werden dürfen.
Ein Anhänger darf ohne Zugfahrzeug nach Paragraph 12 der StVO in Deutschland maximal zwei Wochen auf öffentlichen Parkplätzen und Stellflächen abgestellt werden.

### Weitere Formen und Sonderformen
At Retail Media (dt. Übersetzung: Im-Einzelhandel-Medien) bezeichnet sowohl analoge als auch digitale Außenwerbung an Verkaufsorten wie Einkaufszentren oder Autobahnraststätten. Zu den Formen von At Retail Media zählen u. a. Großflächen auf den Parkplätzen und digitale Bildschirme im Eingangs- und Innenbereich. Durch Kundendaten sowie Kenntnisse über Standort und Kunden kann zielgerichtete und personalisierte Werbung geschaltet werden.
Ambient Media benennt als Sammelkategorie alle Werbemittel im öffentlichen Raum und im direkten Lebensumfeld ihrer Zielgruppe.
Gut einsehbare Baugerüste und Außenhausmauern (auch Feuermauern) mit entsprechender Personenfrequenz gehören auf jeden Fall zur Außenwerbung. Der Hauseigentümer ist in den geringsten Fällen auch der Vermarkter solcher Flächen. Diese Werbeflächen mit 80 bis 4000 m² bezeichnet man als Riesenposter.

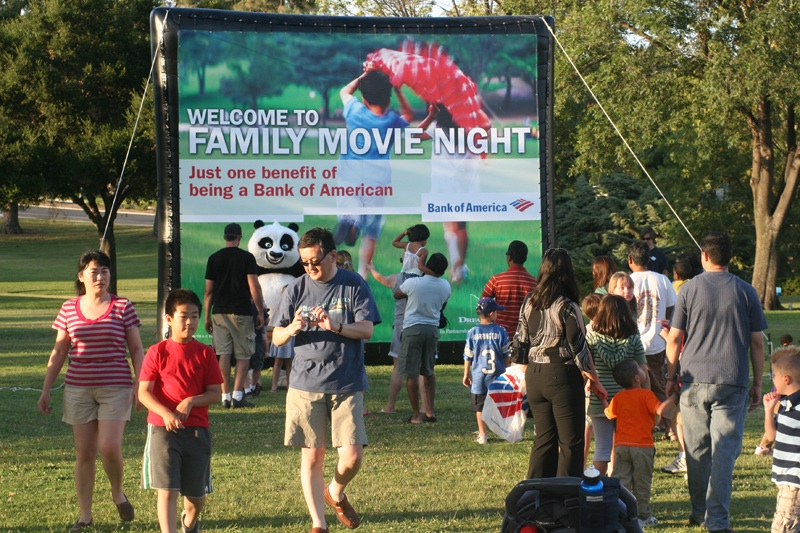
Aufblasbarer Werberahmen

Aufblasbare Werbeträger sind eine weitere Sonderform der Außenwerbung. Die speziell angefertigten Körper (Inflatables) werden mit einem Werbebanner überzogen oder bespannt. Einsatzorte sind vor allem Messen, Sportveranstaltungen und Plätze sowie Dächer von Tankstellen. Aufmerksamkeitsstarke Schaltflächen für Riesenposter sind oft Mangelware, und die aufblasbaren Werbeträger bilden hier eine kostengünstige Alternative.
Es gibt auch folgende Sonderform: Etwa in Österreich treten auch Strohballen- oder Strohtristen-Werbungen entlang von Autobahnen und Schnellstraßen auf. Landwirte wollten so die zwischenzeitlich aufgetürmten Strohballen kommerziell nutzen.
Eine weitere Sonderform der Außenwerbung stellt der sogenannte Sandwich-Man dar, bei denen Personen als „wandelnde Werbefläche“ genutzt werden. Eine Weiterentwicklung dieser Werbeform sind die sogenannten Sign Spinner, die mit einer pfeilförmigen Werbetafel Tricks vollführen, um die Aufmerksamkeit der Passanten auf sich zu ziehen.

### Außenwerbung in Bezug auf Street Art
Außenwerbung kann auf verschiedene Art und Weisen betrachtet werden, so auch in Bezug auf Street Art. Auf Grund der wachsenden Zahl der Annoncen in Zeitungen, als Folge der industriellen Revolution, wurde der Markt der Werbung entdeckt und auch bald der der kostengünstigen Außenwerbung. Bereits um die Jahrhundertwende wurden deshalb monumentale Reklamen an Häuserwände gemalt, die im Laufe der Zeit jedoch oft durch benachbarte Gebäude oder durch neuere Reklametafeln überdeckt wurden. Beispielhaft dafür ist die „Seifix“-Wandreklame der Firma Dr. Thompson: ein um 1900 in Hamburg entstandenes, monumentales Wandbild, welches sich über die gesamte Fassade erstreckte, wurde 1986 beim Abriss des daneben liegenden Baus wiederentdeckt und 1991 restauriert. 2018 wurde es jedoch bei Maßnahmen zur Wärmedämmung übermalt. Ebenso wie ein Gemälde war es ein Unikat und zeugte von künstlerischem Können sowie großem Zeit- und Arbeitsaufwand, welcher schon zur damaligen Zeit in Werbung investiert wurde. Zudem zieren Bilder wie dieses teilweise über Jahrzehnte ein Haus, wodurch es zusätzlich an Bedeutung für den Werbenden gewinnt und gleichzeitig das Straßenbild einer Stadt langfristig verändert. Die Entdeckung dieser Wandreklame ermöglicht heute einerseits Vorstellungen und Einblicke der Werbebranche zu ihren Anfängen und andererseits die Reichweite und Präsenz der Werbung, aber auch der Hersteller bzw. der Firmen um die Jahrhundertwende.

## G-Wert, TKP und PpS-Wert
Der G-Wert ist seit Mitte der 1980er-Jahre in der Außenwerbung die Kennzahl für die Aufmerksamkeitswerte bei Werbemitteln, entwickelt von der GfK-Marktforschung. Bewertet werden bspw. Ablenkungsgrad, Dauer der Kontaktchancen, Beleuchtung, Sichthindernisse, Aufstellwinkel des Werbeträgers zum Verkehr etc. (s. auch: Frequenzatlas).
Seit 2003 wird der G-Wert im Rahmen des Projektes G-Wert2 insofern umgestellt, dass zur Ermittlung der Passagefrequenz in Zusammenarbeit des Fachverband Aussenwerbung e. V. (FAW) mit der Fraunhofer-Gesellschaft und der GfK ein „Frequenzatlas für Deutschland“ erarbeitet wurde, der zukünftig die Frequenzbasis für das System darstellt und das Videoverfahren ablöst. Die Dreiteilung der Verkehrsströme blieb hierbei ebenso erhalten wie die innere Logik des Systems.
Der G-Wert ist nicht zu verwechseln mit dem Tausend-Kontakt-Preis (TKP). Der G-Wert ist lediglich der Versuch (und die in der Praxis angewandte Methode), Kosten-Nutzenrechnungen einer Werbeaktion im Außenwerbebereich mit jenen einer in anderen Medien (Print, TV, Radio etc.) gesetzten Werbeaktivität zu vergleichen. Es wird dabei aber immer nur die Subjekt-unabhängige und qualitativ nicht bewertete Kontaktgelegenheit (mit dieser oder jener Werbung in Kontakt zu kommen) zu den dafür notwendigen Kosten in ein Verhältnis gesetzt.
Zum Tarifjahr 2013 wurde der G-Wert vom Wert „Plakatseher pro Stelle“ (PpS) abgelöst, mit dem Kontaktmengen und zielgruppenspezifischere Reichweiten genauer bestimmt werden können. Laut Arbeitsgemeinschaft Media-Analyse ist der PpS-Wert „der sichtbarkeitsgewichtete Passagekontakt mit einer einzelnen Plakatstelle und somit als Werbemittelkontaktchance einzustufen“. Der PpS-Wert umfasst neben den Kriterien des G-Wertes (Ablenkungsgrad, Dauer der Kontaktchancen, Beleuchtung, Sichthindernisse, Aufstellwinkel des Werbeträgers zum Verkehr etc.) durch GPS und Telefoninterviews erfasste Mobilitätsdaten von über 40.000 ausgewählten Personen und ermöglicht somit eine bessere Bewertung einzelner Plakatträgerstandorte.

## Mobile Marketing
Über intelligente Verknüpfungen mit Mobile-Marketing-Technologien – wie z. B. Objekterkennung, Bluetooth oder NFC-Tags – ergeben sich neue Ansprachemöglichkeiten für die Verbraucherkommunikation. Clear Channel Outdoor gab 2014 bekannt in 23 Ländern auf 5 Kontinenten 75.000 Plakatstellen mit NFC- und QR-Technologie ausrüsten. 2019 installierte APG SGA zusammen mit Swisscom-Tochter Beem an einigen großen Schweizer Bahnhöfen Geräte, welche mit der Beacon-Technologie betrieben wurden. Dabei wurden die Smartphones der Passanten, welche eine entsprechende App installiert hatten, mit einem hohen Ton angesprochen und mit Werbung bespielt. Noch vor Projektstart wurde diese potenzielle Überwachungstechnologie öffentlich, was zu einem Sturm der Entrüstung führte. Innert zwei Wochen sprangen alle Geschäftspartner ab. Das Unternehmen Beem konnte sich nicht mehr vom Fehlstart erholen und stellte den Betrieb im Frühjahr 2021 schließlich ein.

## Weitere Formen
- Ambient Media
- Luftwerbung
- Taxiwerbung
- PoS Media
- Verkehrsmittelwerbung